# Kanton Valbonne
Der Kanton Valbonne ist ein französischer Wahlkreis im Département Alpes-Maritimes in der Region Provence-Alpes-Côte d’Azur. Er umfasst 11 Gemeinden im Arrondissement Grasse und einen kleinen Teil der Gemeinde Antibes. Durch die landesweite Neuordnung der französischen Kantone wurde er 2015 neu geschaffen.

## Gemeinden
Der Kanton besteht aus zwölf Gemeinden und Gemeindeteilen mit insgesamt 37.877 Einwohnern (Stand: 1. Januar 2022) auf einer Gesamtfläche von 248,67 km²:
| Gemeinde            | Einwohner 1. Januar 2022 | Fläche km² | Dichte Einw./km² | Code INSEE | Postleitzahl |
| ------------------- | ------------------------ | ---------- | ---------------- | ---------- | ------------ |
| Antibes             | 6.232                    | 3,98       | 1.566            | 06004      | 06600-06160  |
| Caussols            | 322                      | 27,39      | 12               | 06037      | 06460        |
| Châteauneuf-Grasse  | 3.765                    | 8,95       | 421              | 06038      | 06740        |
| Cipières            | 398                      | 38,15      | 10               | 06041      | 06620        |
| Courmes             | 108                      | 15,71      | 7                | 06049      | 06620        |
| Gourdon             | 365                      | 22,53      | 16               | 06068      | 06620        |
| Gréolières          | 606                      | 52,67      | 12               | 06070      | 06620        |
| Le Bar-sur-Loup     | 2.960                    | 14,47      | 205              | 06010      | 06620        |
| Le Rouret           | 4.198                    | 7,10       | 591              | 06112      | 06650        |
| Opio                | 2.408                    | 9,47       | 254              | 06089      | 06650        |
| Tourrettes-sur-Loup | 4.126                    | 29,28      | 141              | 06148      | 06140        |
| Valbonne            | 12.389                   | 18,97      | 653              | 06152      | 06560        |
| Kanton Valbonne     | 37.877                   | 248,67     | 152              | 0625       | –            |

1. ↑   Nur der nordwestliche Teil der Gemeinde, der Rest verteilt sich auf die Kantone Antibes-1, Antibes-2 und Antibes-3.

## Politik
| Vertreter im Departementrat | Vertreter im Departementrat       | Vertreter im Departementrat |
| Amtszeit                    | Namen                             | Partei                      |
| --------------------------- | --------------------------------- | --------------------------- |
| 2015–2021                   | Anne-Marie Dumont Gérald Lombardo | LR                          |
| 2021–                       | Vanessa Lellouche Gérald Lombardo | LR                          |